# Sokołów Podlaski

Sokołów Podlaskis vapen.

Sokołów Podlaski är en stad i Masoviens vojvodskap i östra Polen. Sokołów Podlaski, som är beläget omkring 80 kilometer öster om Warszawa, hade 18 481 invånare år 2010.

## Kända personer från Sokołów Podlaski
- Wiesław Kuc, politiker
- Daniel Omielańczuk, MMA-utövare